# توكرات أولت عيسى
تاوكرات أولت عيسى هي مغنية وشاعرة أمازيغية مغربية ومناضلة ضد الاستعمار ونظام الحماية الفرنسي في المغرب. تشير الروايات إلى أنها ولدت في النصف الثاني من القرن التاسع عشر وماتت سنة 1930.

## سيرتها
ولدت تاوكرات أولت عيسى  في النصف الثاني من القرن التاسع عشر ببلدة اغبالة الواقعة بجبال الأطلس المتوسط وسط شمال المملكة المغربية.
لم يمنعها فقدانها للبصر من إنشاد أجمل الأشعار حول الحب والأرض ومع زحف الفرنسيين ووصولهم لجبال الأطلس المتوسط جعلت من قدراتها الشعرية وسيلة لمناهضة نظام الحماية الفرنسي وتحفيز المقاومين على الدفاع عن أرضهم وشرفهم في مواجهة المحتل الغاشم. بمجرد دخول الفرنسيين بلدتها أغبالة سنة 1926 توجهت تاوكرات نحو تونفيت معقل قبائل "أيت يحيى" وإحدى بُؤَرْ المُقاومة في الأطلس الكبير الشّرقي، وهُناك داهمها الموت أيّاما قليلة قبل وُصُول الفرنسيين للمنطقة (1930) وشاءَتْ لها الأقدار أنْ لا تقع في قبضة الفرنسيين الذين تَمَنّوْا إسْكَات صَوْتِها والذي كان سببًا في إذْكاء روح المُقاومة عند الكثير من القبائل الأطلسية.
لم تتزوج تاوكرات قط، قد يكون بسبب إصابتها بالعمى. ومع ذلك، توضح سيرتها كيف أنها حظيت باحترام كبير. هذا ما أكده الباحث الفرنسي فرونسوا رانيري في كتابه تاوكرات أو البربر يحكون عن أنفسهم: "تاوكرات تتمتع بسلطة خاصة بين الناس من حولها، لأنها خلال الرقصات المؤلمة، كانت تؤدي دور مغنية وشاعرة وخاطبة".

## شعرها
تميز شعر تاوكرات بقوته وعذوبته وقدرته على إيصال رسائل سياسية مفعمة بروح الوطنية والارتباط بالأرض والسخرية اللاذعة من الرجال الذين يختبؤون ولا يواجهون العدو الغاشم الذي يدنس أرضها والماء الطاهر الذي تتميز به منطقتها فهي تقول:
وصل الروم وشربوا من نبع البلوط
لم يكونوا خائفين، لقد ربطوا خيولهم وغَرسوا الأوتاد.
أما الأمازيغ رغم كثرتهم.
كأنهم غير موجودين.
وقالت أيضًا:
طُلّي وشاهدي يا "تودا" ونادي على "يزّة" و"يطّو"
فإنّ النّساء  جاء دَوْرُهُن
بأن يحْمِلن أعلام الحرب.

فالرِّجال رغْم كَثْرَتِهم  فكأنّهم غير موجودين
ويقول عن شعرها الكاتب المغربي ومؤرخ المملكة سابقا حسن أوريد ''كان شعرها يتسم بنوع من الحدة في أبيات تستنهض النساء؛ من قبيل "كْرْ أَيْطُو"، ما معناه 'انهضي أَيطؤ، كما لو أنه لم يبقَ هناك رجال، وطبعا كانت ترفض الاستعمار، وتدعو الرجال إلى إبداء المزيد من المقاومة، وترفض سياسة المستعمر وكانت متشبثة بالاسلام . ولا أدل على هذا من بيت شعر لها تقول فيه: 'أما الدين ن محمد أورتزريج، ما معناه 'ولكنني لن أتخلى عن دين محمد. علاوة على أنها كانت تستهدف النساء وتعول عليهن لأن الرجال لم يكونوا في مستوى التحديات".

### ما كتب عن تاوكرات
ما كتب عن الشاعرة الأمازيغية المناضلة قليل جدا، ومن بين أهم ما كتب عنها كتاب يحمل عنوان ''تاوكرات أو البربر يحكون عن أنفسهم'' للباحث والملازم الفرنسي ''فرونسوا رانيري'' هذا الكتاب الصغير الذي لا يتجاوز 89 صفحة والذي نشر بباريس سنة 1930. لم يلتق الكاتب أبدًا بالشاعرة لكنه سمع الكثير عن بطولاتها وأمجادها بعد التحاقه بالمنطقة. فقدم في كتابه تعريفا مختصرا عن الشاعرة وبعد ذلك وبمساعدة أبناء المنطقة تمكن من ترجمة ما يقارب 30 إزلان (قصيدة).
- أما ما يعرف من قصائد وأغاني للشاعرة فقد بقي في الذاكرة الشعبية لأبناء منطقة أغبالة والمناطق المجاورة لها خصوصا ما يغنى في أغاني أحيدوس لحد الآن.[5]